# Иван
Ива́н (от Иоа́нн, от ивр. יוחנן‎ Йоханан; переводы: «Яхве (Бог) пожалел», «Яхве (Бог) смилостивился», «Яхве (Бог) помиловал», «Яхве да будет милостлив», «Благодать Божия») — распространённое у славян и некоторых других народов мужское личное имя. В форме Иван имя распространено среди белорусов, болгар, македонцев, русских, сербов, словенцев, гагаузов, украинцев и хорватов. В славянские языки попало из греч. ᾽Ιωάννης. Во второй половине XX века, после сближения СССР и ряда латиноамериканских стран мода на славянское имя Иван пришла во многие испаноязычные, португалоязычные, а затем и в англоязычные страны (Э́ван или А́йвэн). Аналогичное произношение и происхождение имеет и валлийское имя Iwan (ɪuan).
Отчества: Иванович, Ивановна; разговорное: Иваныч, Иванна.
Мужскому имени соответствует довольно редкое женское имя Иванна или же Иванка.
От имени Иван образованы русские фамилии — Иванов, Иванаев, Иванищев, Иванцов, Ивашов, Ившин, Ванин, Ванеев и другие.
Н. А. Петровский, автор «Словаря русских личных имён» писал:

Почему на Руси было так много Иванов? Да по той простой причине, что имя Иван (Иоанн) в полных святцах встречается 170 раз (!), т. е. почти через день. Ребёнку можно было дать только то имя, которое имелось в святцах. Правда, иногда священник шел на уступки и по просьбе родителей давал другое имя, которое на данный день в святцах не значилось.

## Эволюция и происхождение
- Библейский иврит יהוחנן Yəhôḥānān (Йеоханан)
  - Библейский иврит יוחנן Yôḥānān (Йоханан)
    - Амхарский язык ዮሐንስ (Йоханныс, Yoḥännǝs)
    - Арабский язык يحيى (Yaḥyā, Йахйā), يوحنا (Yūḥannā, Йӯханнā)
      - Турецкий язык Yahya
      - Казахский язык Жақия (Jaqia)

    - Древнегреческий язык Ἰωάννης (Иоаннес), жен. Ἰωάννα (Иоанна)
      - Современный греческий Γιαννης, Ιαννης (Янис), Γιαννη (Яни), Γιαννος (Янос), Γιαννακης (Янакис), жен. Γιαννα (Яна), жен. ласк. Γιαννουλα (Янула)
        - Болгарский язык Иван, жен. Ивана, или Яни, Янко, жен. Яна, Яница

      - Латинский язык Ioannes (Йоан), жен. Ioanna (Йоана), Joanna (Йоана)
        - Албанский язык Gjon (Дьон)
        - Каталонский язык Joan (Жуан, Дьоан), диминутив Jan (Жан, Дьан), жен. Joana (Жоана, Дьоана)
        - Корнский язык Jehan, Jowan, Jowann
        - Галисийский язык Xoán (Шуан, Шоан)
        - Немецкий язык Johannes (Йоханес), Johann (Йохан), Joann (Йоан), жен. Johanna (Йохана), Joanna (Йоана)
          - Чешский язык Jan (Ян), Janiček (Яничек), жен. Jana (Яна), ласк. Janička (Яничка)
          - Датский язык/Нидерландский язык/Шведский язык Jan (Ян), Jonny
          - Эстонский язык Jaan
          - Английский язык John (Джон), ласк. Johnny (Джонни)
          - Эсперанто Johano
          - Французский язык Jean (Жан), жен. Jeanne (Жанна), ласк. Jeannette (Жанет)
            - Английский язык жен. Jan, Jane (Джейн), Joan, Jean, Janet
            - Ирландский язык муж. Seán (Шон), жен. Jeanne, Sinéad (Шинед), Jeannette, Siobhán
              - Английский язык Shawn (Шон), Shaun (Шон), Chaun (Шон), жен. Shawna (Шона), Shauna (Шона), Chauna (Шона)
                - Иврит שון (Шон)

          - Немецкий язык Jan, Johann, Johannes, ласк. Hans, жен. Johanna, ласк. Hans
            - Чешский язык разговорный Honza

          - Венгерский язык János, ласк. Jani, Jancsi или с окончанием ka (примерно Janika)
          - Исландский язык Jóhannes, ласк. Jóhann, Jón, Jens, Hannes, Hans, жен. Jóhanna, Jensína, ласк. Jóna, Hansína
          - Индонезийский язык Yohanes
          - Ирландский язык Eóin
          - Галльский язык Ián, Iáin
          - Латышский язык Jānis
          - Литовский язык Jonas
          - Польский язык Jan
            - Польский язык ласк. Janek, Jasiek, Jasiu
            - Белорусский язык Ян, Янка

          - Молдавский язык Ион, Ion, кратка форма Ионикэ, Ionică
          - Румынский язык Ion
          - Словацкий язык Ján
          - Словенский язык Janez

        - Итальянский язык Giovanni, Gianni, Nanni, Nino жен. Giovanna, Gianna, Vanna, Nina
        - Корейский язык 요한(Йохан), 요환(Йохван)
        - Китайский (мандаринский) Yuēhàn (Юехан)
        - Тайваньский язык Iok-hān (протестантский), Jio̍k-bōng (католический)
        - Португальский язык João, жен. Joana
        - Испанский язык Juan, жен. Juana, ласк. Juanita
        - Валлийский язык Ieuan, Iefan, Jone, Shone, Ioan

      - Старославянский язык Ιωан (Иоан), жен. Ioaнa (Иоана)
        - Белорусский язык Іван
        - Болгарский язык Йоан, жен. Йоана
        - Болгарский язык Иван, жен. Ивана
        - Хорватский язык Ivan, Ivo, Ivica, жен. Ivana, Vanja (одновременно мужское и женское имя)
        - Румынский язык Ion, Ioan, ласк. Ionel, Ionuţ, Nelu, Ionică жен. Ioana, ласк. Oana
        - Русский язык Иван, ласк. Ваня, жен. Ивана
          - Испанский язык/Португальский язык/Итальянский язык/Английский язык Ivan, Iván, жен. Ivana

        - Сербский язык Иван / Ivan, Јован / Jovan (Йован), жен. Ивана / Ivana, Јована / Jovana (Йована) или Иванка / Ivanka, Ивона / Ivona, Вања / Vanja (Ваня, одновременно мужское и женское имя), Јанко / Janko (Янко), жен. Јана / Jana (Яна). Ласк. Ива / Iva (одновременно мужское и женское имя), Иво / Ivo (м.), Јова / Jova (Йова, м.), Јово / Jovo (Йово, м.), Ивица / Ivica (м.).
        - Словацкий язык Ivan, жен. Ivana, Ivanka
        - Словенский язык Ivan, жен. Ivana, Vanja (одновременно мужское и женское имя)
        - Украинский язык Іван, ласк. Івась, Івасик, жен. Іванна

    - Иврит Yoḥanan
      - Израильский иврит Yochanan

## Именины
Православие(даты даны по новому стилю):
- Январь: 2 января, 11 января, 20 января, 28 января, 30 января
- Февраль: 3 февраля, 4 февраля, 6 февраля, 8 февраля, 9 февраля, 12 февраля, 13 февраля, 17 февраля, 23 февраля
- Март: 6 марта, 8 марта, 9 марта, 11 марта, 18 марта, 22 марта, 24 марта, 29 марта
- Апрель: 3 апреля, 9 апреля, 11 апреля, 12 апреля, 21 апреля, 24 апреля, 25 апреля, 27 апреля
- Май: 1 мая, 2 мая, 7 мая, 10 мая, 12 мая, 19 мая, 20 мая, 21 мая, 25 мая, 27 мая
- Июнь: 1 июня, 2 июня, 4 июня, 5 июня, 6 июня, 7 июня, 8 июня, 9 июня, 11 июня, 15 июня, 20 июня, 23 июня, 25 июня
- Июль: 2 июля, 3 июля, 7 июля, 9 июля, 10 июля, 11 июля, 13 июля, 16 июля, 25 июля, 31 июля
- Август: 3 августа, 12 августа, 13 августа, 15 августа, 16 августа, 17 августа, 22 августа, 31 августа
- Сентябрь: 7 сентября, 11 сентября, 12 сентября, 15 сентября, 16 сентября, 20 сентября, 27 сентября, 28 сентября
- Октябрь: 3 октября, 6 октября, 9 октября, 11 октября, 14 октября, 15 октября, 16 октября, 25 октября, 28 октября
- Ноябрь: 1 ноября, 3 ноября, 4 ноября, 10 ноября, 11 ноября, 14 ноября, 17 ноября, 22 ноября, 25 ноября, 26 ноября, 30 ноября
- Декабрь: 2 декабря, 3 декабря, 7 декабря, 11 декабря, 12 декабря, 15 декабря, 16 декабря, 17 декабря, 20 декабря, 23 декабря, 24 декабря, 30 декабря

## Известные по имени
- Иван I:[править]  -  Иван I Данилович Калита — князь Московский с 1325, Великий князь Владимирский, Князь Новгородский c 1328 по 1337.
  -  Иван I Черноевич (? — 1490) — правитель Зеты с 1465 по 1490, из династии Черноевичей.
- Иван II Красный — Князь Звенигородский, Великий князь Московский, Великий князь Владимирский, Новгородский.
- Иван III — Великий князь Московский.
- Иван IV Грозный — Великий князь Московский, первый русский царь.
- Иван V — русский царь.
- Иван VI — русский император.
- Иван Агафонович — псковский посадник.
- Иван Акинфович (ум. после 1340) — боярин, воевода, второй сын Акинфа Гавриловича Великого.
- Иван Александрович:[править]  -  Иван Александрович — великий князь рязанский в 1340-е годы.
  -  Иван Александрович (? — 1359) — великий князь смоленский.
  -  Иван Александрович (ум. 1417) — посадник новгородский[7].
- Иван Андреевич:[править]  -  Иван Андреевич (? — 1358) — Князь Серпуховской 1353—1358.
  -  Иван Андреевич (конец XIV века) — Князь Карголомский.
  -  Иван Андреевич (1430—1462) — Князь Можайский 1432—1454, Стародубский 1465—1485.
  -  Иван Андреевич (1409 — ?) — последний Ростово-Усретинский князь.
  -  Иван Андреевич (ок.1477 — 19 мая 1523) — княжич Углицкий.
- Иван Борисович:[править]  -  Иван Борисович Тугой Лук (ок. 1370—1418) — суздальско-нижегородский княжич, младший из двух сыновей Бориса Константиновича, младший брат Даниила Борисовича
  -  Иван Борисович (ок. 1483—1503) — последний удельный князь Рузского княжества
- Иван Васильевич:[править]  -  Иван III Васильевич Великий (1440—1505) — великий князь московский, государь всея Руси.
  - Иван IV Васильевич Грозный (1530—1584) — великий князь московский, царь всея Руси.
  -  Иван Васильевич (ум. 1386) — княжич смоленский.
  -  Иван Васильевич (ум. 1417) — княжич московский (сын Василия I), князь Нижнего Новгорода.
  -  Иван Васильевич Большой (ум. 1426) — князь ярославский.
  -  Иван Васильевич Меньшой (Иван-Воин) — князь ярославский.
  -  Иван Васильевич (1467—1500) — великий князь рязанский.
  -  Иван Васильевич (ум. 1507) — княжич боровский.
- Иван Ворёнок — сын Марины Мнишек.
- Иван Иванович:[править]  -  Иван Иванович Красный (1326—1359) — князь Московский и великий князь Владимирский.
  -  Иван Иванович Коротопол (ум. 1343) — великий князь Рязанский.
  -  Иван Иванович (1496—1533/1534) — великий князь Рязанский.
  -  Иван Иванович Малый (1354—1364) — князь Звенигородский.
  -  Иван Иванович Долгий (XV век) — князь Ростово-Борисоглебский.
  -  Иван Иванович — князь Стародубско-Ряполовский, боярин Василия Тёмного.
  -  Иван Иванович Молодой (1458—1490) — сын великого князя Московского Ивана III. 
  -  Иван Иванович (1554—1581) — сын царя Ивана IV Грозного.
  -  Иван Иванович — сын великого князя Тверского Ивана Михайловича.
  -  Иван Иванович Брюхо — воевода, по происхождению ростовский князь.
  -  Иван Иванович Темка (ум. 1514) — воевода, по происхождению ростовский князь.
- Иван Михайлович:[править]  -  Иван Михайлович — сын царя Михаила Фёдоровича.
  -  Иван Михайлович — великий князь тверской.
  -  Иван Михайлович — князь воротынский.
  -  Иван Михайлович — князь стародубский.
- Иван Фёдорович:[править]  -  Иван Фёдорович — великий князь рязанский.
  -  Иван Фёдорович — князь Галич-Мерский.
  -  Иван Фёдорович — князь стародубский.
  -  Иван Фёдорович — княжич белозерский.
  -  Иван Фёдорович Шонур — козельский князь на московской службе.
  -  Иван Фёдорович — сын елецкого князя Фёдора Ивановича; утратил удел
  -  Иван Фёдорович — новгородский боярин.
  -  Иван Фёдоров — книгопечатник.